# 2022年中華職棒季後挑戰賽
2022年中華職棒季後挑戰賽是中華職棒33年季後賽第一輪，由中信兄弟（年度第2，下半季冠軍，69勝47敗4和）和味全龍（年度第3，外卡，57勝58敗5和）進行4戰3勝制系列賽。本賽事在2022年10月29日至10月31日舉行，這也是中職季後賽史上首次龍象大戰 勝出的球隊即能晉級總冠軍賽挑戰年度勝率第1及上半季冠軍的樂天桃猿。

## 背景
| 上半季         | 上半季 | 上半季 | 上半季 | 上半季 | 上半季 | 上半季 |  | 下半季         | 下半季 | 下半季 | 下半季 | 下半季 | 下半季 | 下半季 |
| 球隊名稱       | 出賽   | 勝場   | 敗場   | 和     | 勝率   | 勝差   |  | 球隊名稱       | 出賽   | 勝場   | 敗場   | 和     | 勝率   | 勝差   |
| 樂天桃猿       | 60     | 37     | 22     | 1      | .627   | －     |  | 中信兄弟       | 60     | 37     | 21     | 2      | .638   | －     |
| 中信兄弟       | 60     | 32     | 26     | 2      | .552   | 4.5    |  | 樂天桃猿       | 60     | 33     | 24     | 3      | .579   | 3.5    |
| 統一7-ELEVEn獅 | 60     | 31     | 27     | 2      | .534   | 5.5    |  | 富邦悍將       | 60     | 30     | 27     | 3      | .526   | 6.5    |
| 味全龍         | 60     | 31     | 29     | 0      | .517   | 6.5    |  | 味全龍         | 60     | 26     | 29     | 5      | .473   | 9.5    |
| 富邦悍將       | 60     | 16     | 43     | 1      | .271   | 21     |  | 統一7-ELEVEn獅 | 60     | 17     | 42     | 1      | .288   | 20.5   |

| 排名 | 隊伍           | 已賽 | 勝場 | 負場 | 和局 | 勝率 | 勝差 |
| ---- | -------------- | ---- | ---- | ---- | ---- | ---- | ---- |
| 1    | 樂天桃猿       | 120  | 70   | 46   | 4    | .603 | 封王 |
| 2    | 中信兄弟       | 120  | 69   | 47   | 4    | .591 | 1    |
| 3    | 味全龍         | 120  | 57   | 58   | 5    | .496 | 12.5 |
| 4    | 統一7-ELEVEn獅 | 120  | 48   | 69   | 3    | .410 | 22.5 |
| 5    | 富邦悍將       | 120  | 46   | 70   | 4    | .397 | 24   |

## 登錄名單
| 味全龍                                                                                              | 守位   | 中信兄弟                                                                                                |
| --------------------------------------------------------------------------------------------------- | ------ | --- |
| 鋼龍 · 布里悍 · 霸曼 · 王維中 · 郭郁政 · 林子昱 羅華韋 · 王玉譜 · 林凱威 · 陳冠偉 · 廖任磊 · 林逸達 | 投手   | 德保拉 · 泰樂 · 吳哲源 · 鄭凱文 · 黃恩賜 · 官大元 蔡齊哲 · 江忠城 · 王奕凱 · 李振昌 · 呂彥青 · 李吳永勤 |
| 吉力吉撈·鞏冠 · 蔣少宏 · 劉時豪 · 林辰勳                                                            | 捕手   | 福來喜 · 高宇 · 陳家駒                                                                                  |
| 李凱威 · 張政禹 · 曾傳昇 · 林智勝 · 拿莫·伊漾 · 吳東融 · 石翔宇                                     | 內野手 | 王威晨 · 江坤宇 · 岳東華 · 許基宏 · 黃韋盛 · 杜家明 · 潘志芳                                            |
| 郭天信 · 林威廷 · 陳品捷 · 董秉軒 · 谷德溫                                                          | 外野手 | 陳子豪 · 陳文 · 林書逸 · 岳政華 · 詹子賢 · 宋晟睿                                                       |

## 逐場賽況
| 賽程     | 保底        | G1                         | G2                         | G3                         | G4                  |
| -------- | ----------- | -------------------------- | -------------------------- | -------------------------- | ------------------- |
| 比賽結果 | 中信 保底勝 | 10/29 洲際 味全 2 : 6 中信 | 10/30 天母 中信 2 : 4 味全 | 10/31 洲際 味全 2 : 3 中信 | 11/01 洲際 無須進行 |

### 保底
中信兄弟取得下半季冠軍，於季後挑戰賽有1場保底勝。

### 第一場（10月29日）
| 2022年中華職棒季後挑戰賽 G1 （2022/10/29 星期六，場地：洲際，開始時間：17:05，進行時間：02:45） |                 |                 |                 |                 |                 |                 |                 |                 |                 |                 |                 |                 |                                                    |                                                |                                               |
| 味全 2 : 6 中信                                                                                 | 味全 2 : 6 中信 | 味全 2 : 6 中信 | 味全 2 : 6 中信 | 味全 2 : 6 中信 | 味全 2 : 6 中信 | 味全 2 : 6 中信 | 味全 2 : 6 中信 | 味全 2 : 6 中信 | 味全 2 : 6 中信 | 味全 2 : 6 中信 | 味全 2 : 6 中信 | 味全 2 : 6 中信 | 投手成績                                           | 打擊成績                                       | 相關資料                                      |
| 球隊                                                                                            | 1               | 2               | 3               | 4               | 5               | 6               | 7               | 8               | 9               | R               | H               | E               | 勝投：德保拉（1W） 敗投：布里悍（1L） 救援成功：無 | 勝利打點：林書逸（2下） 全壘打：岳政華、郭天信 | MVP：德保拉（1） 主審：紀華文 觀眾人數：17216 |
| 味全                                                                                            | 0               | 0               | 0               | 0               | 1               | 0               | 0               | 0               | 1               | 2               | 3               | 0               | 勝投：德保拉（1W） 敗投：布里悍（1L） 救援成功：無 | 勝利打點：林書逸（2下） 全壘打：岳政華、郭天信 | MVP：德保拉（1） 主審：紀華文 觀眾人數：17216 |
| 中信                                                                                            | 0               | 5               | 0               | 1               | 0               | 0               | 0               | 0               | X               | 6               | 13              | 1               | 勝投：德保拉（1W） 敗投：布里悍（1L） 救援成功：無 | 勝利打點：林書逸（2下） 全壘打：岳政華、郭天信 | MVP：德保拉（1） 主審：紀華文 觀眾人數：17216 |

季後挑戰賽首戰，兩隊都派出洋投先發，中信兄弟以例行賽雙冠王（三振、勝投）德保拉迎擊味全龍布里悍。2局下，中信兄弟開啟一輪猛攻寫下5分大局，讓布里悍僅投1.2局（面對12個打席）被擊出6支安打失5分退場。4局下，岳政華擊出陽春砲再取1分。德保拉在隊友火力奧援下更加虎虎生風，前4局更讓味全龍12上12下。龍隊直到5局上才靠著林智勝二壘安打和谷德溫一壘安打攻佔一三壘，但陳品捷打出雙殺打讓龍隊攻勢瓦解大半僅攻得第1分。儘管龍隊牛棚不讓猛象打線再越雷池一步，不過龍隊打線的反攻也非常零星。8局上陳品捷因中信兄弟二壘手岳東華失誤上壘，以及9局上郭天信擊出陽春砲，全隊僅4人上壘、3支安打、攻下2分。德保拉以105球完投9局，面對30個打席被擊出3支安打含1支全壘打失2分，7次三振無四死球，率領中信兄弟以6比2擊敗味全龍拿下季後挑戰賽第二勝並率先聽牌。

### 第二場（10月30日）
| 2022年中華職棒季後挑戰賽 G2 （2022/10/30 星期日，場地：天母，開始時間：17:05，進行時間：03:02） |                 |                 |                 |                 |                 |                 |                 |                 |                 |                 |                 |                 |                                                           |                                    |                                            |
| 中信 2 : 4 味全                                                                                 | 中信 2 : 4 味全 | 中信 2 : 4 味全 | 中信 2 : 4 味全 | 中信 2 : 4 味全 | 中信 2 : 4 味全 | 中信 2 : 4 味全 | 中信 2 : 4 味全 | 中信 2 : 4 味全 | 中信 2 : 4 味全 | 中信 2 : 4 味全 | 中信 2 : 4 味全 | 中信 2 : 4 味全 | 投手成績                                                  | 打擊成績                           | 相關資料                                   |
| 球隊                                                                                            | 1               | 2               | 3               | 4               | 5               | 6               | 7               | 8               | 9               | R               | H               | E               | 勝投：鋼龍（1W） 敗投：吳哲源（1L） 救援成功：霸曼（1SV） | 勝利打點：谷德溫（1下） 全壘打：無 | MVP：鋼龍（1） 主審：林金達 觀眾人數：9885 |
| 中信                                                                                            | 0               | 0               | 0               | 0               | 0               | 0               | 1               | 0               | 1               | 2               | 8               | 0               | 勝投：鋼龍（1W） 敗投：吳哲源（1L） 救援成功：霸曼（1SV） | 勝利打點：谷德溫（1下） 全壘打：無 | MVP：鋼龍（1） 主審：林金達 觀眾人數：9885 |
| 味全                                                                                            | 3               | 0               | 1               | 0               | 0               | 0               | 0               | 0               | X               | 4               | 11              | 0               | 勝投：鋼龍（1W） 敗投：吳哲源（1L） 救援成功：霸曼（1SV） | 勝利打點：谷德溫（1下） 全壘打：無 | MVP：鋼龍（1） 主審：林金達 觀眾人數：9885 |

季後挑戰賽第二戰，味全龍以洋投鋼龍迎戰中信兄弟本季繳出生涯年的吳哲源。1局下，味全龍的攻勢從2出局之後展開，李凱威擊出左外野二壘安打，林智勝因為福來喜捕逸的不死三振上壘，谷德溫擊出中外野2分打點二壘安打，陳品捷補上右外野1分打點一壘安打，龍隊單局攻下3分。3局下，味全龍又有分數進帳，陳品捷擊出左外野二壘安打，劉時豪擊出中外野1分打點一壘安打。吳哲源主投5局被敲9安掉4分（1分責失）送出3次三振2次四死球承擔敗投。7局上，陳文擊出中外野安打，捕手高宇選到四壞球保送。龍隊換下主投6.1局的鋼龍，霸曼接手。岳政華擊出中外野1分打點安打，帶有1分打點。9局上杜家明擊出左外野安打，岳政華敲出右外野1分打點二壘安打，不過霸曼還是吃下了8個出局的救援成功。終場味全龍4：2拿下睽違23年的季後賽勝場，將系列賽追到1勝2敗，比賽將返回台中洲際繼續進行。

### 第三場（10月31日）
| 2022年中華職棒季後挑戰賽 G3 （2022/10/31 星期一，場地：洲際，開始時間：18:35，進行時間：03:44） |                 |                 |                 |                 |                 |                 |                 |                 |                 |                 |                 |                 |                                                    |                                                       |                                              |
| 味全 2 : 3 中信                                                                                 | 味全 2 : 3 中信 | 味全 2 : 3 中信 | 味全 2 : 3 中信 | 味全 2 : 3 中信 | 味全 2 : 3 中信 | 味全 2 : 3 中信 | 味全 2 : 3 中信 | 味全 2 : 3 中信 | 味全 2 : 3 中信 | 味全 2 : 3 中信 | 味全 2 : 3 中信 | 味全 2 : 3 中信 | 投手成績                                           | 打擊成績                                              | 相關資料                                     |
| 球隊                                                                                            | 1               | 2               | 3               | 4               | 5               | 6               | 7               | 8               | 9               | R               | H               | E               | 勝投：呂彥青（1W） 敗投：林凱威（1L） 救援成功：無 | 勝利打點：江坤宇（7下） 全壘打：陳子豪、吉力吉撈·鞏冠 | MVP：呂彥青（1） 主審：張展榮 觀眾人數：7925 |
| 味全                                                                                            | 0               | 0               | 0               | 0               | 0               | 0               | 2               | 0               | 0               | 2               | 12              | 0               | 勝投：呂彥青（1W） 敗投：林凱威（1L） 救援成功：無 | 勝利打點：江坤宇（7下） 全壘打：陳子豪、吉力吉撈·鞏冠 | MVP：呂彥青（1） 主審：張展榮 觀眾人數：7925 |
| 中信                                                                                            | 2               | 0               | 0               | 0               | 0               | 0               | 1               | 0               | X               | 3               | 9               | 1               | 勝投：呂彥青（1W） 敗投：林凱威（1L） 救援成功：無 | 勝利打點：江坤宇（7下） 全壘打：陳子豪、吉力吉撈·鞏冠 | MVP：呂彥青（1） 主審：張展榮 觀眾人數：7925 |

季後挑戰賽第三戰，中信兄弟以洋投泰樂迎戰味全龍王維中。挾帶反撲氣勢，味全龍一開賽就發動攻勢，然而1上留下滿壘殘壘後，1局下，中信兄弟岳政華率先擊出左外野一壘安打，2出局後陳子豪掃出右外野2分砲助隊取得領先。3局下，中信兄弟的攻勢在2出局後發動，許基宏中外野一壘安打後，陳子豪掃出中外野二壘安打，然而許基宏因天雨路滑加上龍隊內野轉傳迅捷死在本壘前。兩隊先發投手本戰表現都不算穩定：王維中4局被敲5安（含一轟）掉2分，龍隊5局下開始啟用牛棚；泰樂主投6局被敲9安5次三振（2局上到4局上的5連K）1次四壞球，但總能在緊要關頭抓下出局數，加上龍隊4局上與6局上劉時豪雙殺打，屢屢形成有驚無險的局面。7局上，味全龍趁中信兄弟牛棚上陣時展開反攻。蔡齊哲對張政禹丟出觸身球後三振下一棒退場，李振昌緊急上陣，但被吉力吉撈·鞏冠對李振昌轟出右外野追平2分砲。7局下，中信兄弟的攻勢再度從2出局開始，岳東華選到四壞球保送，岳政華左外野一壘安打帶有隱形失誤，江坤宇擊出左外野1分打點一壘安打，許基宏又補上內野安打形成滿壘，不過陳子豪未能把握機會留下滿壘殘壘。8局上，龍隊無人出局攻上一、三壘，但呂彥青登板後援先三振掉吳東融，再讓劉時豪擊出投手前滾地球形成個人本場第3次雙殺打。9局上，張政禹擊出左外野高飛球一出局，郭天信內野滾地球靠一壘手接球失誤上一壘，再保送吉力吉撈，李凱威擊出內野高飛球二出局，再保送林智勝，然後三振谷德溫成功關上大門。終場中信兄弟以3：2險勝味全龍，以系列賽3勝1負獲勝，連續4年打進台灣大賽。

## 備註
1. ↑  由於中信兄弟已取得下半季冠軍，按照賽制享有1場保送勝。[1]

## 外部連結
- 中華職業棒球大聯盟 （页面存档备份，存于）
- 2022年中華職棒季後挑戰賽在台灣棒球維基館上的頁面（繁體中文）
- （中文）10/29 季後挑戰賽G1 味全 VS 中信 全場精華 （页面存档备份，存于）
- （中文）10/30 季後挑戰賽G2 中信 VS 味全 全場精華 （页面存档备份，存于）
- （中文）10/31 季後挑戰賽G3 味全 VS 中信 全場精華 （页面存档备份，存于）